# Придане
При́да́не (частіше наголос при́дане), іст. ві́но або ви́пра́ва, заст. діви́зна, по́саг — майновий та/або грошовий внесок родини нареченої в нову сім'ю. Посаг становив частину сімейного майна, що надавалося дочці, коли вона одружувалася.

## Історія
Посаг має коріння ще в Стародавній Греції та Римі. У середньовічній Європі посаг розглядався як виплата спадщини батька жінці під час шлюбу. Дочки, які не отримали посагу, мали право на спадщину по смерті батьків. У разі, якщо жінка помирала без дітей, посаг мав повертатися в родину батьків. Неможливість випосажити доньку була причиною скасувати шлюб. Наприклад, у творчості Шекспіра тема посагу фігурує в таких п'єсах, як «Король Лір», «Ромео і Джульєтта». Деякі фольклористи вбачають у поганому ставленні мачухи до Попелюшки небажання надавати їй посаг. У декотрих краях виплата посагу біднім родинам вважалася благодійністю. За віруваннями, Святий Миколай на Різдво мав приносити бідним дівчатам гроші на посаг.

## Наслідки
У деяких країнах Азії звичаї стосовно віна набагато суворіші. Навіть тепер, у деяких країнах, за дочкою повинно бути сплачено великий посаг. У разі суперечок між чоловіком і батьками жінки щодо розміру посагу, іноді як помсту, жінок вбивають або калічать. 
В Індії, щоб зняти напругу в суспільстві та побороти насильство проти жінок, існує ціла низка законів, які забороняють вінування. У сільських районах, попри заборони, посаг досі існує. Також подекуди побоювання виплати великого посагу призводить до селективних абортів (плодів жіночої статі позбуваються) та вбивства новонароджених дівчат.

## В Україні
Традиційно в Україні дівчина або хлопець, що одержали від батьків посаг, за законом вже не можуть претендувати на спадщину. Це правило, однак, не було універсальним, за бажанням батьків майно могло бути розділене між усіма дітьми або в пропорціях, окремо визначених батьками.
За звичаями того часу віно, яке приносила жінка в сім'ю та яке передавав тесть зятеві у день весілля, розглядалося як матеріальна підстава для створення нової сім'ї. Поки існував шлюб, ним спільно користувалося подружжя. Щойно шлюб переставав існувати — внаслідок смерті чоловіка або через розлучення — посаг мав бути повністю повернений жінці; пізніше його успадковували її діти або вона заповідала тому, кому хотіла. На випадок смерті жінки, що не мала дітей, її посаг повертався в її рід і розподілявся між братами, якщо вони були.
У сім'ї батька жінці належав її посаг, яким, окрім неї, ніхто не міг розпоряджатися. За змогою до посагу нареченої включався земельний наділ — «материзна». Материзна не входила в спільне родинне майно, не ділилася між іншими членами сім'ї та передавалася у спадщину по жіночій лінії.
По смерті батька неодружені дочки випосажувалися різними речами та грошима на суму, що становила вартість чверті батьківського майна. Коли в сім'ї не було синів, дочки одержували в спадок і чоловічу частину майна. Після смерті батька обов'язок вінувати дочок покладався на братів та посаг, наданий братами під час змовин, за вартістю мав дорівнювати посагові, яке одержали сестри, що вступили в шлюб ще за життя батька.
До посагу сільської дівчини зазвичай входили особливі речі, постіль, одяг, посуд, предмети домашнього господарства. Це майно перераховувалося у «виправі» — документі, реєстрі всього, що батьки давали за дочкою. Відповідно до заможності батьків, у посаг дочці давали також худобу, гроші («готовизну») та земельний наділ. У сім'ях міщан, багатих козаків, шляхти та магнатів у перелік виправи входили й прикраси з золота та срібла, разки з перлами, «клейноти» (перстені з коштовним камінням), срібний, мідний та олов'яний посуд, дорогий одяг, білизна, хутра, кінні екіпажі, худоба і т. д., а також «челядь невольна». Обвіновували й грошима — т. зв. «посаг», або «готовизна». Розмір і цінність посагу залежали від майнового становища батьків нареченої.

## Інші значення
- «Приданим» також називається комплект речей для новонародженого (пелюшки, підгузки, льолі, ковдрочка тощо)[1].